# Ángel Leyes
Ángel Leyes (22 d'abril de 1930 – 24 de juny de 1996) va ser un boxejador argentí de pes ploma que va lluitar entre els anys 1940 i 1950. Es va retirar amb un palmarès de 59 victòries (30 K.O.), 23 derrotes i 9 empats.
Va ser campió llatinoamericà de pes ploma entre 1948 i 1952. Aquest any té un combat professional contra Ricardo González. També va participar en els Jocs Olímpics d'estiu de 1952 a Finlàndia en representació del seu país.
Va ser un dels boxejadors argentins més populars dels anys 1950.